# Sotsyalistisher Kinder Farband
 (novembre 2012).
Le Sotsyalistisher Kinder Farband ou SKIF (סאָציאַליסטישער קינדער־פֿאַרבאַנד ; en polonais Socjalistyczny Związek Dziecięcy : « Union des enfants socialistes » en yiddish) est un mouvement de jeunesse affilié au Bund et fondé en Pologne en 1926. 

## Le SKIF en Pologne
Fondé d’abord en tant que SKIB, ou Sotsyalistisher Kinder Bund, le SKIF repose sur trois grands principes : Khavershaft (l'amitié, la camaraderie), Doikayt (l'« être-ici », signifiant que les juifs doivent vivre, construire leur culture, et lutter pour leurs droits là où ils vivent) et Yiddishkeit (la « yiddishité », c’est-à-dire l’affirmation de l’identité juive à travers la culture et la langue yiddish). Les membres du SKIF, les Skifistn, avaient entre 10 et 15 ans, âge auquel ils rejoignaient Tsukunft. 
Entre 1926 et 1939, le SKIF disposait de son propre journal Khavershaft, en plus d'une section réservée aux enfants dans le quotidien du Bund le Naye folkstsaytung (en). Le SKIF était par ailleurs affilié au Mouvement international des Faucons.

## La postérité du SKIF hors de Pologne
En France, une section du SKIF est créée à Paris en 1926 par des immigrants pour les enfants de six à quatorze ans. Dès août 1945, le SKIF organise à nouveau des camps de jeunesse. Il participe aux camps internationaux des Faucons Rouges, organise des activités et accueille, chaque vacances, des enfants dans son foyer (IKA) au château de Vilette à Corvol-l'Orgueilleux. En 1963, le Club laïque de l'enfance juive (CLEJ) prend la relève du SKIF. Les centres de vacances du SKIF ou du CLEJ se sont maintenus en France, sans interruption, depuis 1947.
En Australie une section du SKIF est créée en 1950 et poursuit ses activités depuis. 